# Batavia (Niederländisch-Indien)

Wappen von Batavia

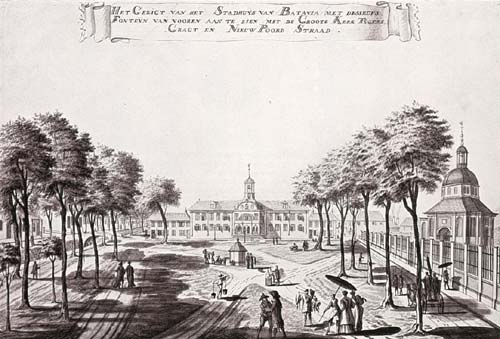
Rathaus von Batavia, um 1710 gebaut, jetzt Historisches Museum Jakarta, Zeichnung Johannes Rach (1770)

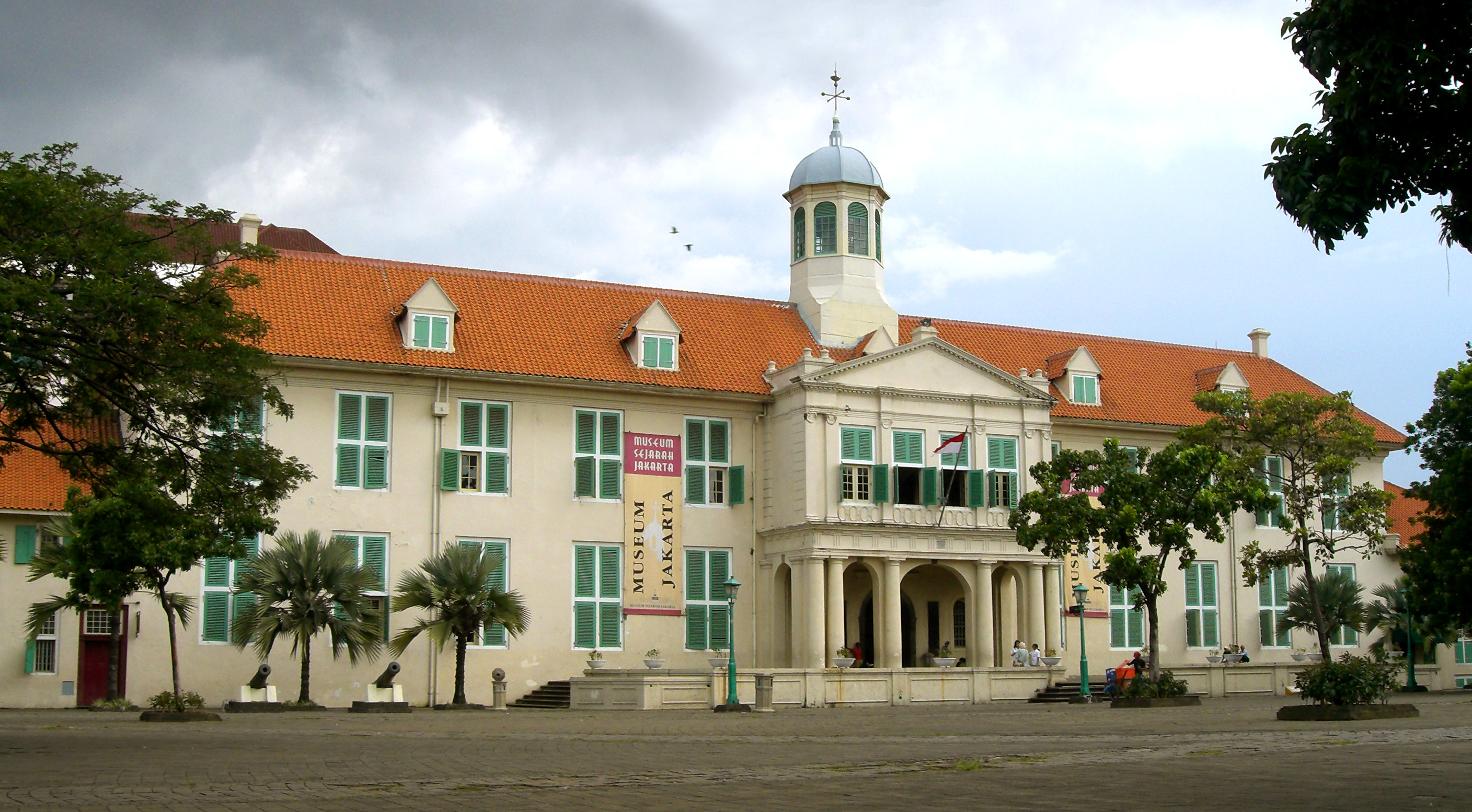
Rathaus seit 1710

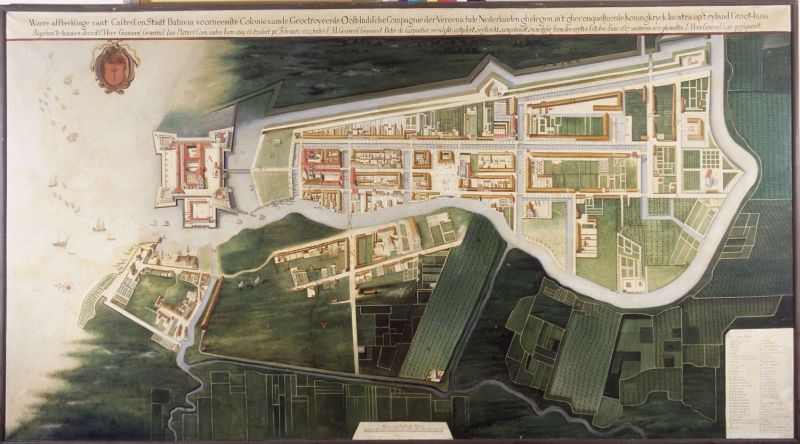
Reproduktion eines Grundrisses von Batavia circa 1627

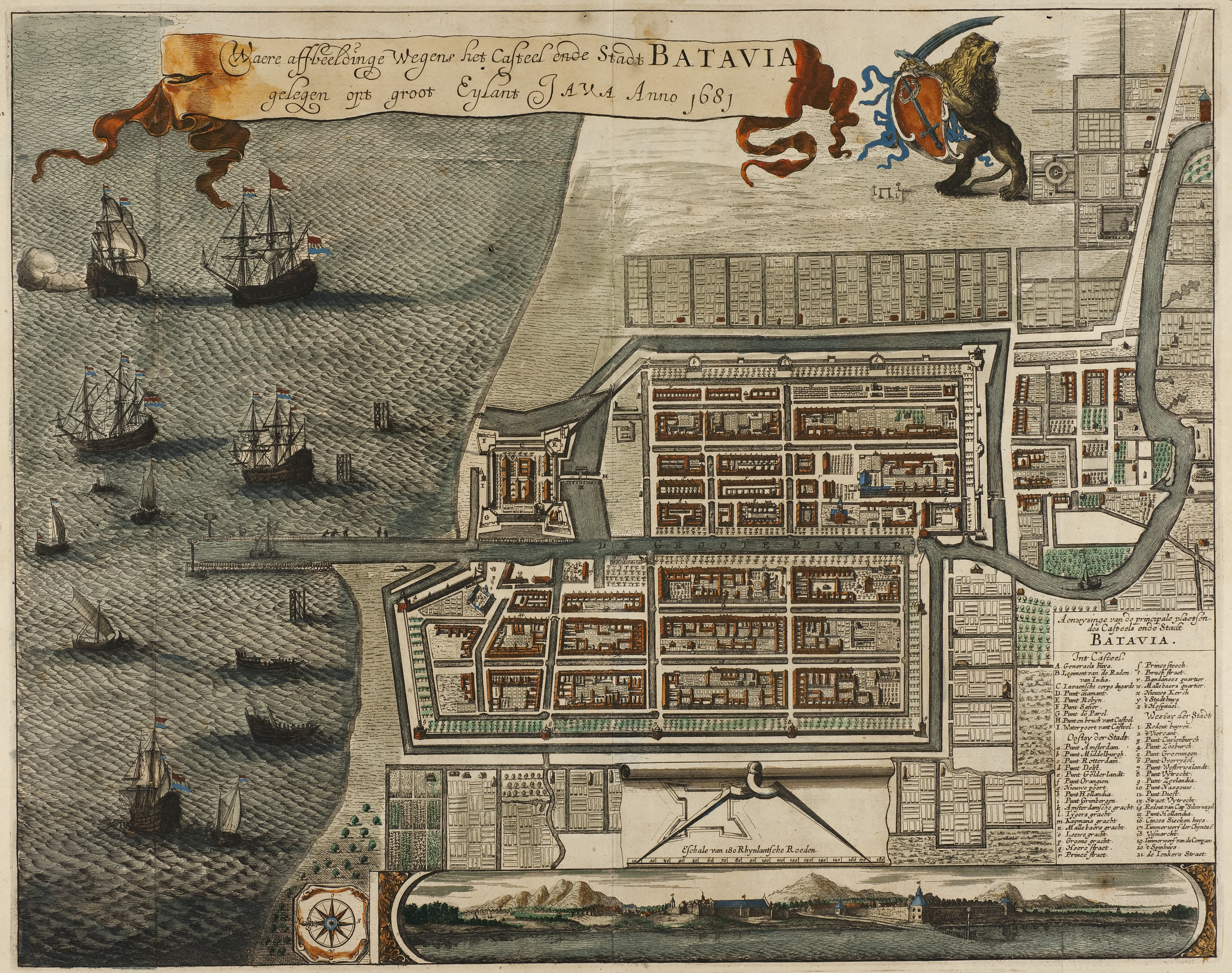
Grundriss von Batavia circa 1681

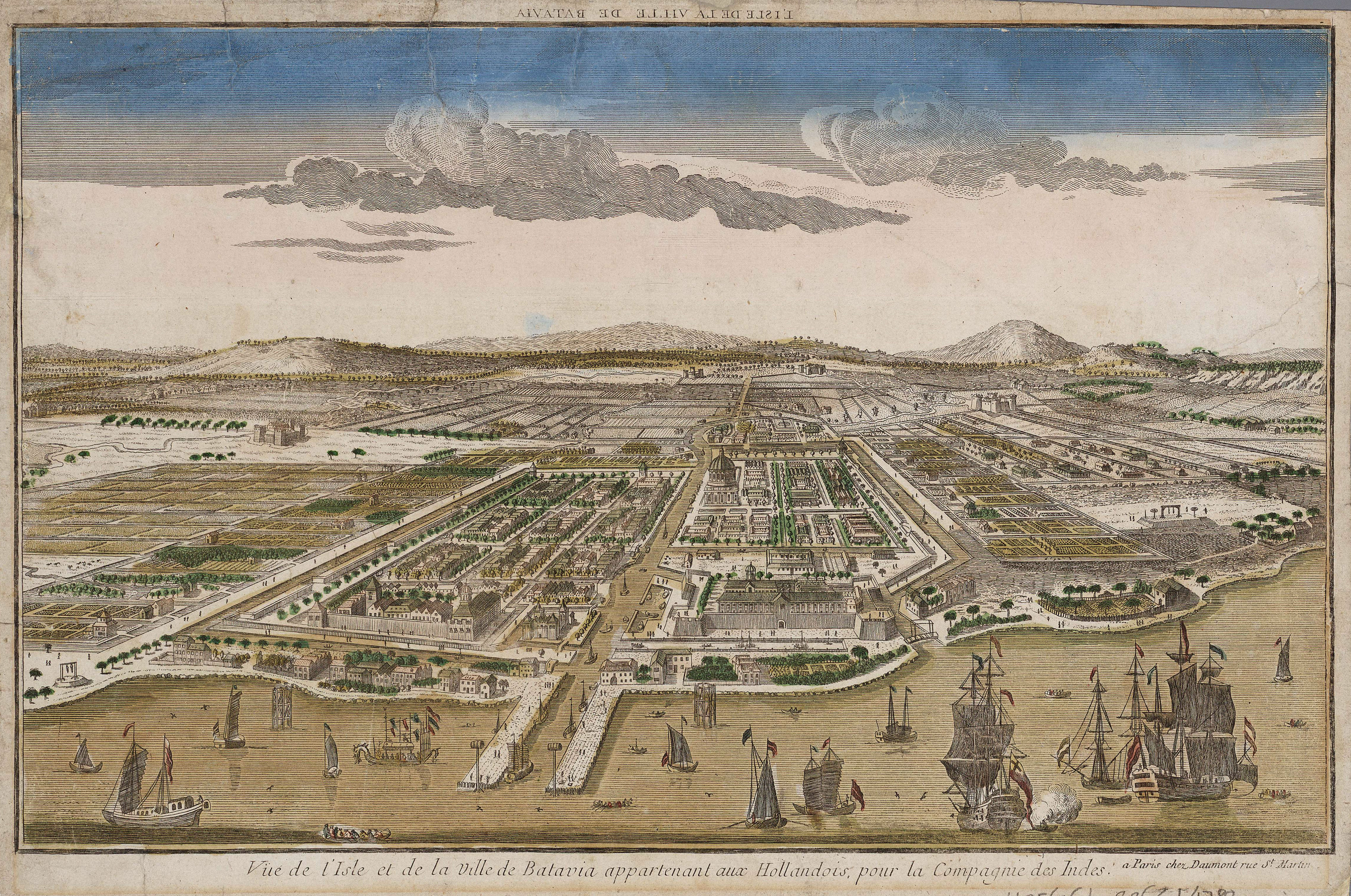
Ansicht von Batavia 1780

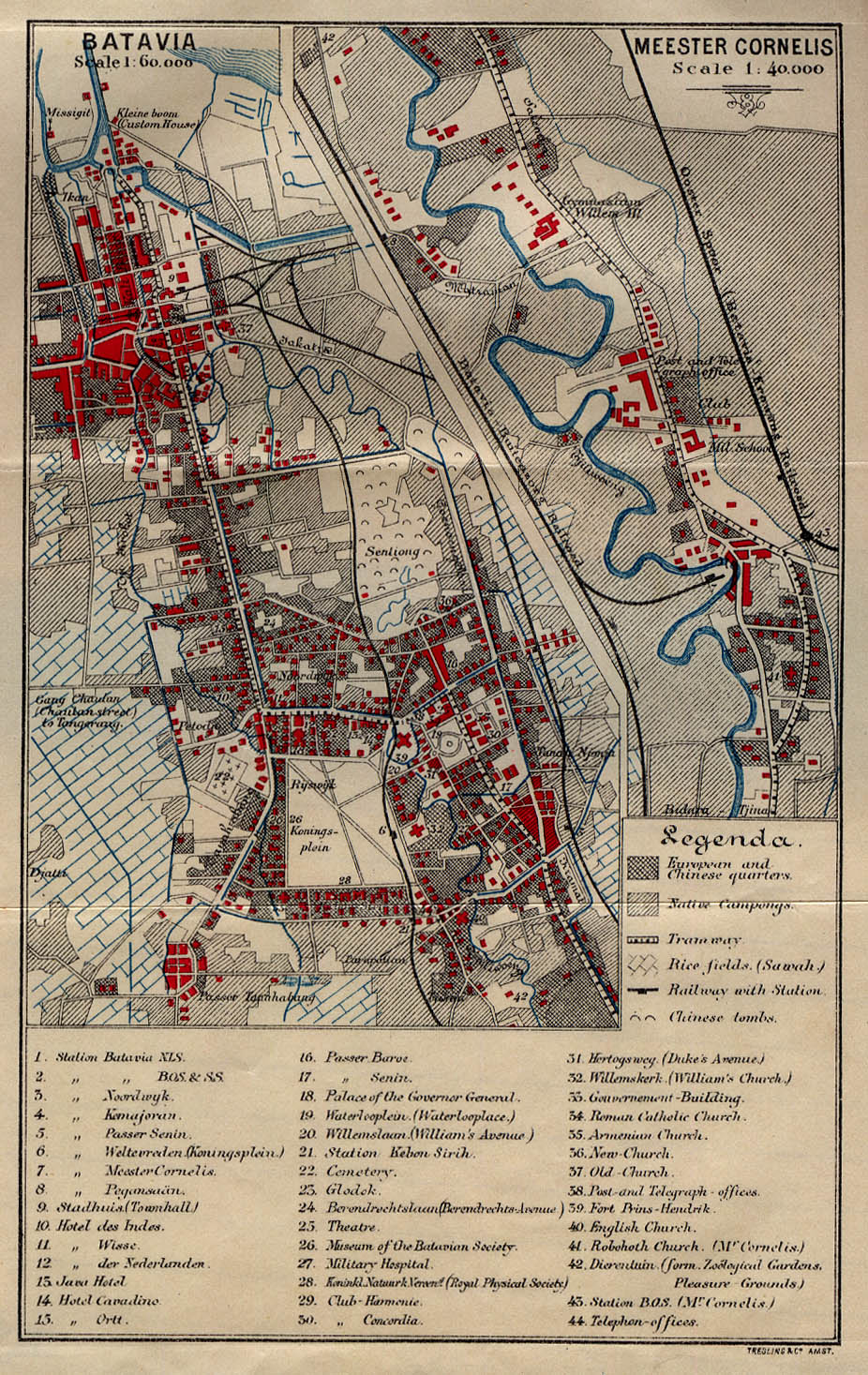
Ansicht von Batavia 1897

Batavia war von 1619 bis 1799 das Hauptquartier der Niederländischen Ostindien-Kompanie in Asien und bis zur Unabhängigkeit Indonesiens in den 1940er Jahren die Hauptstadt Niederländisch-Indiens. Seitdem ist es unter dem Namen Jakarta Hauptstadt Indonesiens. Die Stadt liegt an der Nordküste Javas, an einer gut geschützten Bucht, in einer flachen und an manchen Stellen morastigen Umgebung, durchzogen von Kanälen und Flüssen.
Batavia bestand aus einer Altstadt im tiefsten und ungesunden Teil und einer etwas höher gelegenen Neustadt im modernen Stil. Generalgouverneur Herman Willem Daendels war der Initiator der Ausweitung im 19. Jahrhundert.
Zur Zeit der Niederländischen Ostindien-Kompanie zählte Batavia 30.000 bis 50.000 Einwohner. In der zweiten Hälfte des 19. Jahrhunderts wuchs es zu einer Stadt mit 800.000 Einwohnern an. Zum Ende der niederländischen Kolonialzeit wurde die Millionengrenze erreicht. 1905 zählte die Stadt 9000 Europäer, einschließlich der juristisch gleichgestellten „Indo-Europäer“. Die Europäer und die sogenannten Mestizen stellten ein Prozent der Gesamtbevölkerung. Die Region zählte 2,1 Millionen Einwohner, wovon 14.000 Europäer, 93.000 Chinesen und 2800 Araber waren.
Batavia hatte in der Vergangenheit zwei Beinamen: „Der Kirchhof Europas“, der hohen Sterblichkeit der Neuankömmlinge in der Epoche der Niederländischen Ostindien-Kompanie wegen, und „Königin des Ostens“ wegen seiner städtebaulichen Schönheit.

## Geschichte
Batavia entstand als Hafenstadt zu Zeiten des hinduistischen Königreichs Sunda (Pajajaran) im 14. Jahrhundert und hieß ursprünglich Sunda Kelapa (nach alter Schreibweise Soenda Kelapa). Die Stadt wurde am 22. Juni 1527 durch Fatahillah aus dem Sultanat Demak erobert, was als offizielles Gründungsdatum der Stadt angesehen wird. Er nannte die Stadt Jayakarta, auch Djajakarta oder Jacatra geschrieben, was „ruhmreicher Sieg“ bedeutet.
Im November 1610 schloss Jacques L’Hermite einen Vertrag mit dem vom Sultanat Bantam abhängigen Regenten Prinz Jayawikarta, der wegen seiner Jugend durch den listigen Pangeran Aria Ranamanggala vertreten wurde. Der erste Generalgouverneur in Niederländisch-Indien, Pieter Both, erhielt 1611 keine Zustimmung zum Bau eines Forts, wohl aber für eine Faktorei, die im chinesischen Viertel am Ufer des Ciliwung (Tjiliwan) gebaut wurde. 1614 wurde Jan Pieterszoon Coen zum Direktor aller Faktoreien benannt. Im Jahr 1618 wurde er zum Generalgouverneur ernannt. Ein weiterer Grund waren die Konkurrenz und die älteren Rechte der Chinesen aus Fujian in Bantam. Im November begann er ohne Zustimmung mit der Ausdehnung des Forts. Um die Sache im Gleichgewicht zu halten, erhielten auch die Engländer die Zustimmung, einen Handelsposten zu verstärken. Daraufhin wurde am 24. Dezember der englische Handelsposten verwüstet. Am 2. Januar 1619 kam es vor der javanischen Küste zu einem Treffen mit den Engländern unter Sir Thomas Dale, das ergebnislos blieb. Coen segelte anschließend heimlich auf die Molukken, um Hilfe von Herman van Speult und Adriaen Maertensz zu holen.
Inzwischen wurde in Batavia unter Leitung von Pieter van den Broecke Tag und Nacht am Fort gearbeitet. Die Niederländer wurden durch die Javaner in Geiselhaft genommen und kapitulierten am 1. Februar 1619. Im Weiteren schloss Broecke einen Vertrag mit den Engländern und dem Sultan. Es entstand eine Sackgasse, die am 30. Mai 1619 durch Coen, der mit 17 Schiffen einlief, durchbrochen wurde. Die Bantammer wurden verjagt, alle 15 englischen Schiffe zogen ab, Jacatra wurde niedergebrannt und die Bevölkerung vertrieben. Es blieb fast nichts übrig. Der Prinz zog sich ins Binnenland zurück und Coen einigte sich nach einer Blockade des Hafens mit Bantam. So wurde die Niederländische Ostindien-Kompanie (VOC) Herr über die ganze Region.
Das Fort war schon am 12. März durch den Befehlshaber van Raay mit dem Namen Batavia benannt worden. Coen hingegen wollte die Niederlassung Nieuw-Hoorn nennen (nach seinem Geburtsort Hoorn), erhielt aber keine Zustimmung der Heren XVII, die Direktoren der VOC.
An der Ostseite des Ciliwung wurde eine viereckige Burg mit großen vorspringenden Bastionen an den Ecken errichtet. Schon seit der Gründung 1619 waren Javaner unerwünscht, weil man erneute Aufstände fürchtete. Coen ließ Willem Ysbrandsz. Bontekoe tausend Chinesen aus Macau entführen und nach Batavia verbringen. Nur ein paar Dutzend von ihnen überlebten die Strapaze. 1621 wurden achthundert Bandanesen, die einzigen Überlebenden der 15.000 Einwohner, nach Batavia verbracht; ungefähr 600 kamen lebend an.
Nach einer javanischen Belagerung im August 1628 entstand eine Festung nach den seinerzeit geltenden Vorstellungen, die vor allem von Simon Stevin vertreten wurden. Jacques Specx baute Batavia weiter aus; es entstand die sogenannte Oosterstad (Oststadt) umgeben von einer Stadtgracht. Um 1646 wurde ein typisch niederländisches Grachtensystem angelegt, mit vier Kanälen; der Ciliwung wurde kanalisiert. Aus Angst vor einem Aufstand wurden die Stadtmauern so angelegt, dass von diesen auch die Straßen der Stadt eingesehen werden konnten.
1656 mussten sich alle Javaner, als Folge von Feindseligkeiten mit Bantam, außerhalb der Mauern niederlassen. Nachdem 1659 mit Bantam Friede geschlossen worden war, konnte die Stadt wachsen. Immer mehr Landhäuser und Lauben wurden errichtet. Ab 1667 wurden Bambushäuser wie auch das Halten von Vieh in der Stadt verboten. Weil die Stadt viele Menschen anzog, entstand eine Vielzahl von Vorstädten außerhalb der Stadtmauer.

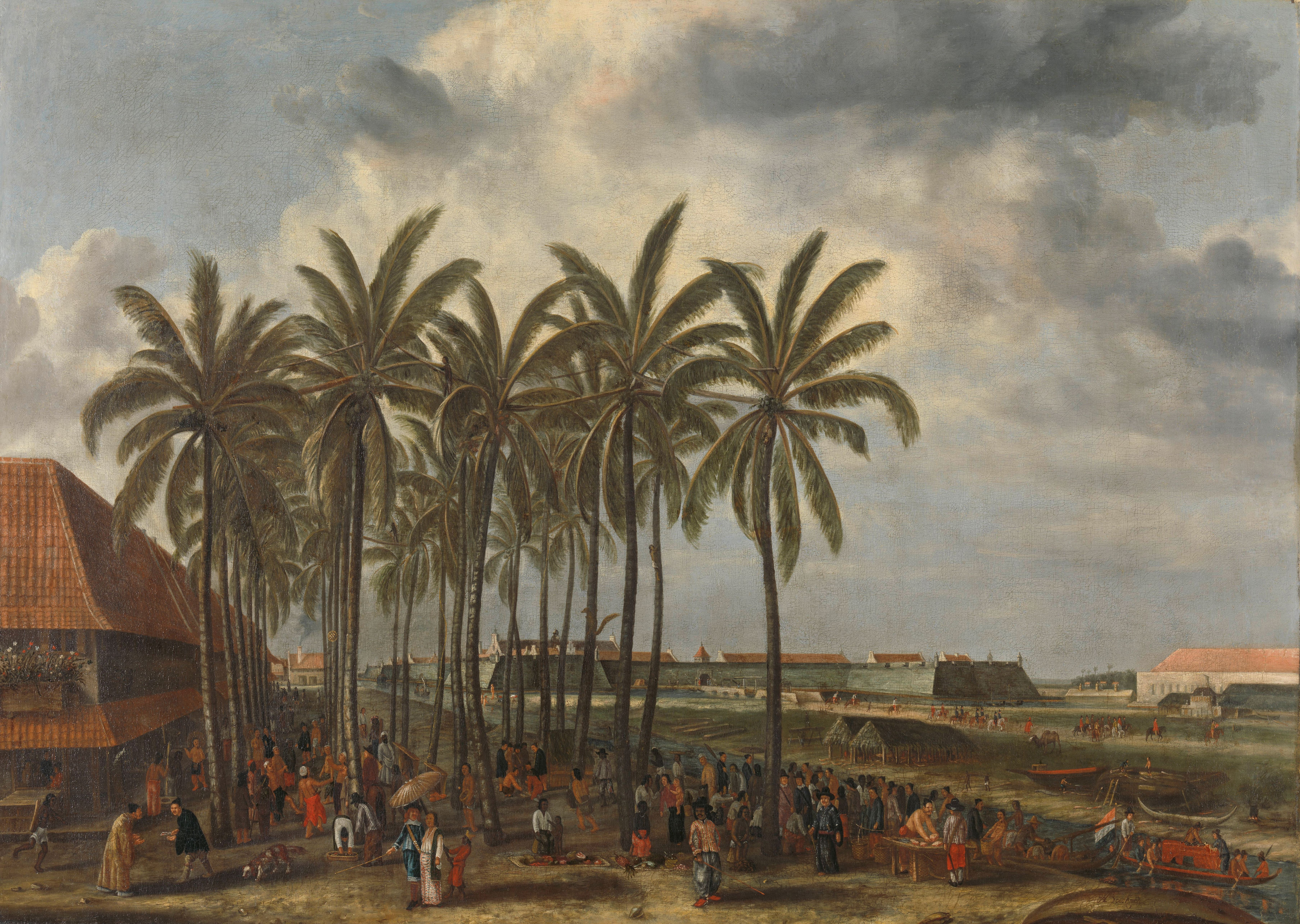
Die Festung Batavia, gesehen von West Kali Besar. (Andries Beeckman, circa 1656–58)

Das Außengebiet blieb für die nichteinheimische Bevölkerung noch lange unsicher. Erst als im Jahre 1684 erneut Frieden mit Bantam geschlossen worden war, kam die Kultivierung des Preangers (des Umlands) voran. Langsam wurde die Umgebung von Batavia in Kulturland umgewandelt. Nach der Befestigung vieler Landhäuser kam auch die Landwirtschaft voran. Insbesondere die Chinesen machten den Anfang und bauten Zuckerrohr an, woraus Zucker gewonnen und Arrak hergestellt wurden.
Durch großflächiges Einschlagen von Holz, das unter anderem zur Zuckerraffinierung benötigt wurde, kam es rund um Batavia zu Erosion. Dadurch versandeten die Grachten in der Stadt. Trotz Ausbaggerung wurden die Stadtgrachten stinkende Schlammlöcher und die Fischteiche vor der Stadt Brutstätten der Malariamücke. Im 18. Jahrhundert wurde Batavia von zahlreichen Epidemien heimgesucht, und wer es sich leisten konnte, zog in höher gelegene Gebiete. Schließlich wurde die alte Stadt um 1810 abgerissen.

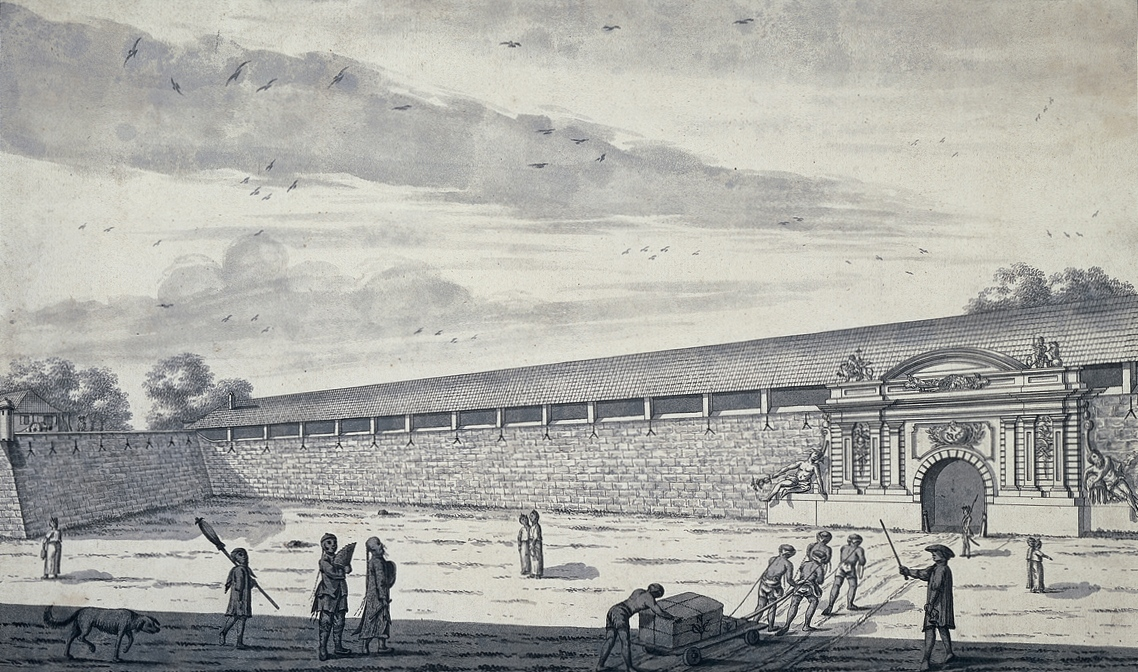
Der Binnenplein des Kastels von Johannes Rach im Jahre 1767

Inzwischen hatte sich in einigem Abstand Richtung Süden ein neues Zentrum gebildet, ein Villenviertel, genannt Weltevreden. Hier befand sich auch der enorme Koningsplein (Königsplatz), heute Medan Merdeka (Freiheitsplatz) genannt.

## Bevölkerung

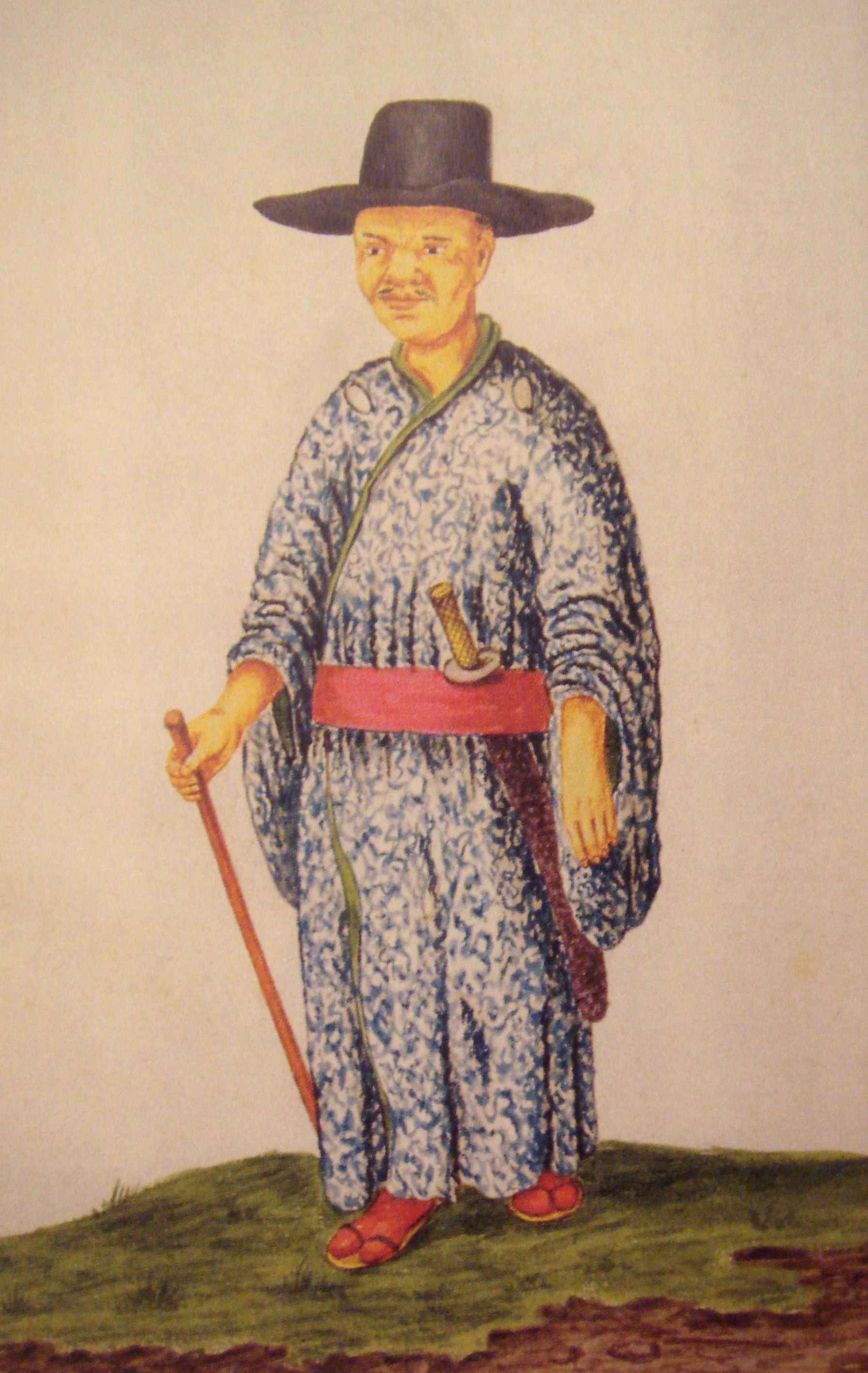
Japanische Christen in Batavia von Andries Beeckman

Batavia wurde als Umschlagplatz und Verwaltungszentrum gegründet. Ziel der VOC war nicht die Gründung einer Ansiedlung.
Coen wollte eine Handelskolonie mit treuen und fleißigen Einwohnern, die für die Produktion und Anlieferung von Lebensmitteln und für die Verteidigung eingesetzt werden konnten. Allerdings gelang die Ansiedelung niederländischer Familien zunächst nicht. Die niederländischen Männer zeugten Kinder mit asiatischen Frauen. Ihre Kinder wurden Mestizen genannt, später wurden sie als Indo-Europäer (Indische Niederländer) bekannt.
Weil die VOC den gesamten Handel in der Hand behalten wollte, wurde die Ansiedelung freier Bürger soweit möglich abgewehrt. Batavia wurde unattraktiv gemacht für Personen, die außerhalb der VOC Handel treiben wollten.
Die Mehrzahl der Bewohner war asiatischer Abkunft. Auch wurden aus Indien und Arakan viele tausend Sklaven eingeführt. Später kamen die Sklaven aus Bali und Celebes. Um Aufstände zu vermeiden, wurden keine Javaner als Sklaven gehalten.
Durch nach Batavia gelockte Chinesen (teils auch unter Zwang) entstand eine große chinesische Bevölkerungsgruppe, gleichermaßen aus Kaufleuten und Arbeitern. Diese Gruppe war für die Entwicklung der Stadt sehr bedeutend.
Auch gab es eine große Gruppe Mardijker, Portugiesisch sprechende asiatische Christen, die von den Portugiesen als Sklaven gehalten worden waren. Diese waren von der VOC in den vielen Auseinandersetzungen mit den Portugiesen als Kriegsgefangene hergebracht worden. Lange Zeit, bis in das späte 18. Jahrhundert, war das Portugiesisch der Mardijker die dominierende Sprache in der Stadt noch vor Niederländisch und Malaiisch. Danach wohnten in Batavia Menschen aus allen Teilen des Archipels, wie auch Handelsgemeinschaften indischer Muslime, Hindus und Malaien. Anfänglich lebten alle Bevölkerungsgruppen zusammen, aber schnell separierten sie sich in verschiedenen Stadtvierteln.
1688 kam es zu einer vollständigen Trennung von der einheimischen Bevölkerung. Jede Gruppe musste sich unter eigenen Oberhäuptern in den Umlanden in Wohnstädten (Kampongs) ansiedeln. Alle Einwohner bekamen eine bleierne Identitätsplakette, auf der die Zugehörigkeit zur entsprechenden Bevölkerungsgruppe vermerkt war. Außerhalb der eigenen Bevölkerungsgruppe durften sie ohne Zustimmung nicht heiraten.

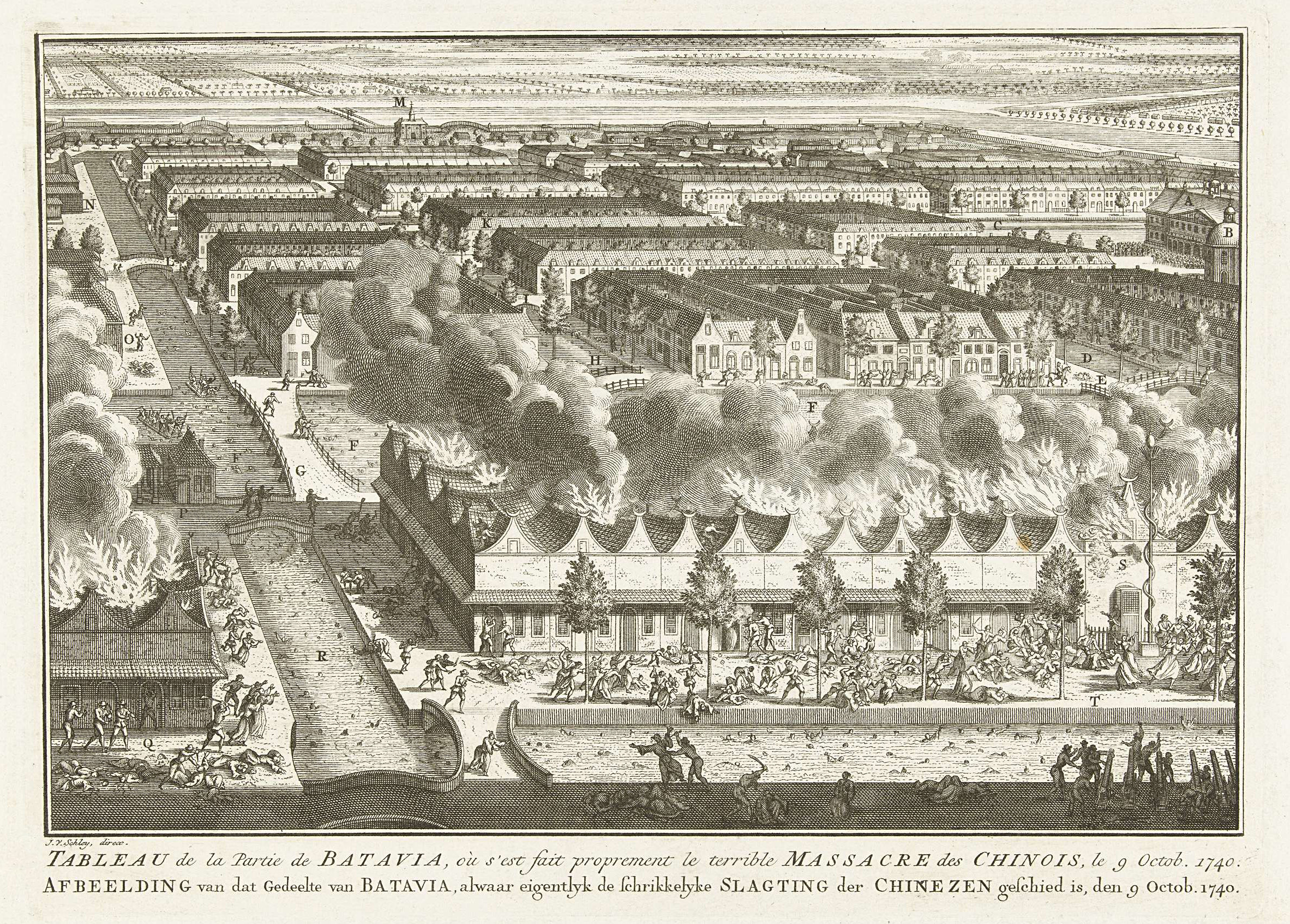
Das Massaker an der chinesischen Bevölkerung am 9. Oktober 1740

Obgleich die Chinesen als die Vertrauenswürdigsten galten, sorgten sie für die meisten Unannehmlichkeiten. Chinesische Banden machten die Umgebung unsicher und fielen 1740 in die Stadt ein. Als die Niederländer bei einzelnen Chinesen in der Stadt Waffen fanden, führte das zu einem Gemetzel, das als Chinesenmord bekannt wurde. Später bekamen die Chinesen ein eigenes Viertel im Süden der Stadt und durften wieder in der Stadt wohnen.

## Stadthäuser und Landhäuser

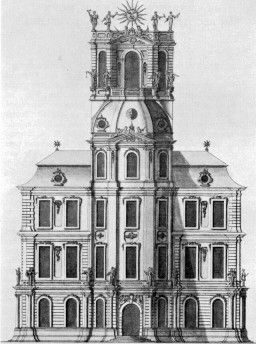
Das Observatorium von Johan Maurits Mohr in Batavia

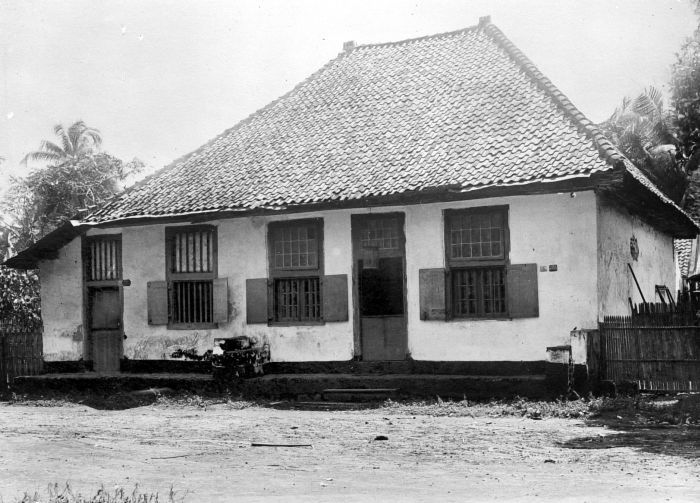
Altes holländisches Haus, Batavia

Batavia glich in vieler Hinsicht einer niederländischen Stadt. Die Häuser waren jedoch an die indonesischen Umstände angepasst. So gab es überstehende Dächer als Schutz vor der Sonne und Nebengebäude für die Sklaven. Die Reichen ließen sich große Landsitze zunächst im niederländischen, später im javanischen Stil errichten.

## Frauen von Batavia
Es waren wenige niederländische Frauen in Batavia. Männer hatten deshalb oft Beziehungen mit asiatischen Frauen, ohne diese zu heiraten, weil sie dann nicht mehr in die Niederlande zurück gekonnt hätten. Hierdurch entstand eine Mischkultur in Batavia.
Söhne studierten oft in Europa, Töchter mussten in Batavia bleiben. Sie heirateten oft in sehr jungem Alter VOC-Mitarbeiter. Weil die Frauen die ganze Zeit in Batavia blieben, bestimmten sie das soziale Netzwerk. Sie waren gewohnt, mit Sklaven umzugehen und sprachen auch die lokalen Sprachen, vor allem portugiesisch und malaiisch. Wenn die Männer Ehefrauen aus den Niederlanden kommen ließen, wurden die asiatischen Frauen verstoßen. Oft mussten sie Abstand von ihren Kindern halten. Diese Frauen wurden „Snaar“ genannt.

## Pracht und Prunk

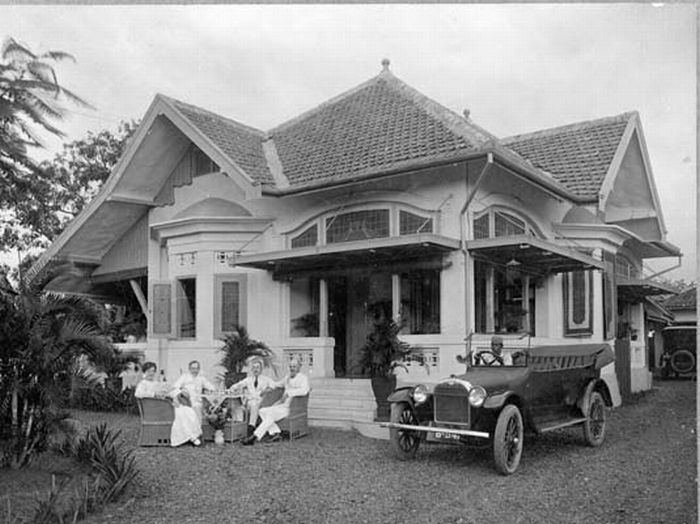
Teetrinkende Europäer vor einem Wohnhaus in Batavia nebst Auto mit Chauffeur

Die Prunksucht der Oberschicht von Batavia führte auf Betreiben der Heeren XVII zum Erlass von Luxusgesetzen, um das Zurschaustellen von Reichtum zu begrenzen, was jedoch wenig Erfolg hatte. 1754 nahm sich Generalgouverneur Jacob Mossel der Sache mit Nachdruck an. Jedem Rang wurde vorgeschrieben, wie er sich darstellen durfte. Die Größe der Kutschen, die Zahl der Pferde davor, die Juwelen, die Stickereien auf der Kleidung und dergleichen – alles wurde offiziell festgelegt. Unter dem Einfluss der Gleichheitsideale der Batavischen Republik wurden diese Vorschriften 1795 wieder abgeschafft.

## Sklaven
Niederländische und Mestizenfrauen hatten die Gewohnheit, sich auf der Straße von einer großen Anzahl gut gekleideter Sklaven begleiten zu lassen. Auch dieses wurde durch Mossel drastisch begrenzt.
Im 18. Jahrhundert waren mehr als 60 % der Bevölkerung Sklaven. Sie hatten meistens Haushaltsarbeiten zu erledigen. Es gab Gesetze, die sie vor einem allzu groben Auftreten ihrer Herren schützten. Christliche Sklaven erhielten nach dem Tod ihres Herren die Freiheit zurück. Einige schafften es, sich durch eigene handwerkliche Tätigkeiten oder Geschäfte Geld zu verdienen, um sich freizukaufen.
Regelmäßig flüchteten Sklaven in das Umland und machten in großen Banden die Umgebung unsicher.
1831 löste Stamford Raffles den Sklavenmarkt von Batavia auf. 1816 führte er eine Liste von Sklaven in Batavia ein.

## Die moderne Zeit (1880–1942)

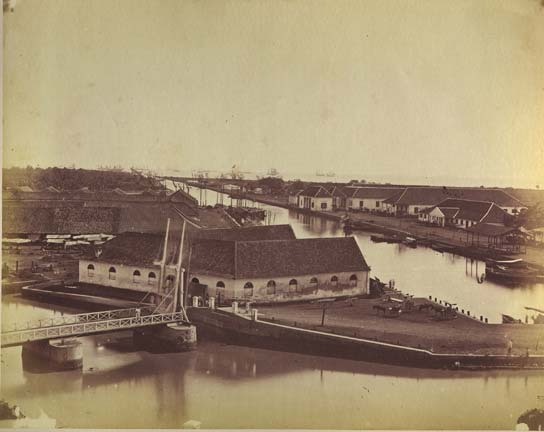
Hafenkanal von Batavia, circa 1870

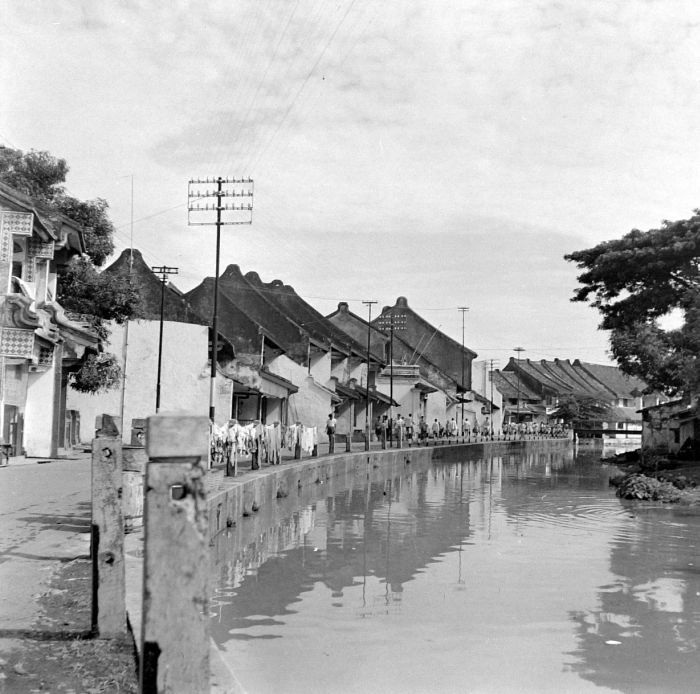
Kanal (Pantjoran Kota) Djakarta

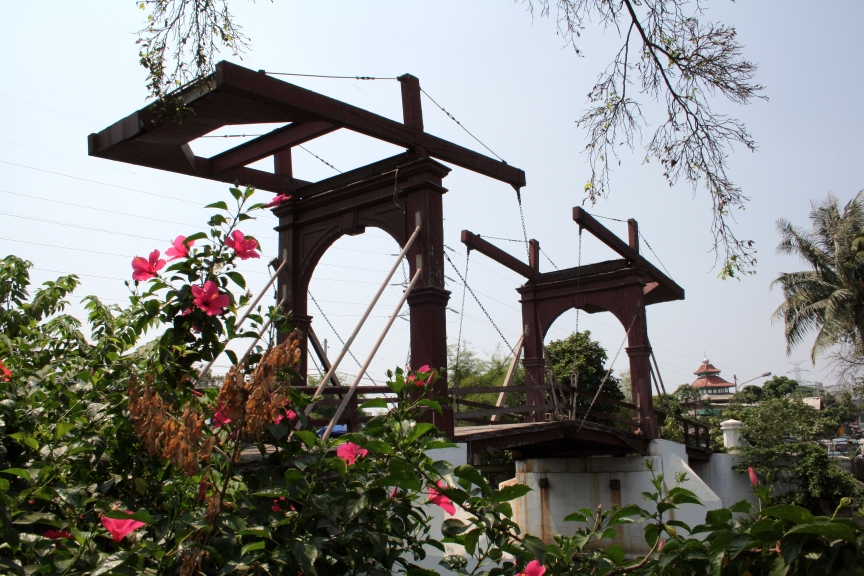
Hoenderpasarbrug

Batavia machte genau so viele Entwicklungen durch wie niederländische Städte. Als am Ende des 19. Jahrhunderts der technische Fortschritt mit Dampfschiffen und einer verkürzten Route durch den Suezkanal Niederländisch-Indien näher brachte, der Weltbedarf an Rohstoffen stark stieg und das Monopol der Niederländischen Handelsgesellschaft als Nachfolger der Vereinigten Ostindischen Compagnie aufgegeben wurde, veränderte die Stadt sich stark. Dank der Anlage eines großen Hafens in Tjandjong Priok, wurde Batavia der Motor der Kolonie. Die Stadt bekam im Jahre 1873 ihre erste Eisenbahnlinie nach Buitenzorg und 1899 eine elektrische Straßenbahn. Mit vier Monaten Vorsprung vor der niederländischen Tramlinie Haarlem–Zandvoort war es die erste durch eine Oberleitung versorgte Straßenbahn im ganzen Königreich der Niederlande.
Um 1900 wurden überall in der Stadt Schulen, Krankenhäuser, Fabriken, Büros von Handelsfirmen und Postämter eingerichtet. In gleichem Maße folgte der Zuzug von Niederländern, den sogenannten Totoks, wodurch das Zusammenleben immer mehr dem in einer niederländischen Stadt glich. Vor allem in den Jahren 1920 bis 1940 stieg die Bevölkerung durch den Zustrom der Landbevölkerung stark an. Neue Viertel für die ärmeren Indonesier wurden angelegt, wie auch Villenviertel wie Menteng und Gondangdia. Kurz vor dem Zweiten Weltkrieg wohnten dort ungefähr 50.000 Menschen. Das alte Batavia mit seinen Grachten, das früher für den neuen Stadtteil Weltevreden verlassen worden war, blühte nun durch zurückkehrende Handelsfirmen wieder auf. Das Aufkommen von Autos, welches sich viel schneller als in den Niederlanden gestaltete, führte dazu, dass die Straßen asphaltiert wurden. In sehr kurzer Zeit veränderte die Stadt sich äußerlich, wobei die VOC-Werft, die VOC-Lagerhäuser, die Herrenhäuser und das alte Rathaus erhalten blieben.

## Bürgermeister
- G. J. Bisschop (1916–1920)
- H. van Breen (1920–1920), kommissarisch
- A. Meijroos (1920–1933)
- E. A. Voorneman (1933–19??)
- A. Th. Boogaardt (kommissarisch 1941)
- E. A. Voorneman (1941–1942)
- A. Th. Boogaardt (1945–1947)

## Republik Indonesien
Obwohl das Wort Batavia für die heutige Hauptstadt Indonesiens nicht mehr verwendet wird, lebt es in Indonesien als Betawi fort, was die lokale Aussprache wiedergibt und verwendet wird, um die ehemalige Bevölkerung von Batavia und seine Sprache anzudeuten. Auch wird der Name lokal noch verwendet, etwa bei der Benennung von Batavia Air, Café Batavia oder Hotel Batavia.
Im Jahre 2005 war Jakarta eine Stadt mit 8,5 Millionen Einwohnern (die Agglomeration zählt 17 Millionen).

## Persönlichkeiten aus Batavia
- Levinus Wilhelmus Christiaan Keuchenius (1822–1893), Rechtsanwalt und Politiker
- Jan Daniel Beynon (1830–1877), Porträt- und Landschaftsmaler
- Jeanne Merkus (1839–1897), Abenteurerin
- Jan Moerman (1850–1896), Maler
- Hermann Gabriel (1852–1897), deutscher Jurist und Diplomat, kaiserlich deutscher Generalkonsul
- Wilhelm Christiaan Constant Bleckmann (1853–1942), niederländischer Kunstmaler, Illustrator und Zeichner
- Anna Elisabeth Groll (1856–1937), niederländische Stifterin
- Henriette Heineken-Daum (1861–1927), Frauenrechtlerin
- Cornélie van Oosterzee (1863–1943), Pianistin, Dirigentin und Komponistin
- Jan Zoetelief Tromp (1872–1947), Maler
- Arthur van Schendel (1874–1946), niederländischer Schriftsteller
- Attie Dyserinck (1876–1942), Malerin, Lehrerin und Komponistin
- Johannes Osten (1879–1965), Fechter und Vizeadmiral
- Eddy de Neve (1885–1943), Fußballspieler
- Dirk Fock (1886–1973), Dirigent und Komponist
- Armand Vallette (1886–?), Jurist, 1934 bis 1937 deutscher Generalkonsul[15]
- Charles Gairdner (1898–1983), britischer General und Gouverneur von Western Australia und Tasmanien
- Woutera van Benthem Jutting (1899–1991), niederländische Malakologin
- Rein van Bemmelen (1904–1983), Geologe
- Netty Terwiel (1909–1993), Künstlerin
- Tjaak Pattiwael (1914–1987), niederländisch-indischer Fußballnationalspieler und WM-Teilnehmer
- Willem Paul de Roever (1917–2000), Geologe, Petrologe und Mineraloge
- Hella Haasse (1918–2011), Schriftstellerin
- Violette Cornelius (1919–1998), niederländische Fotografin
- Jan Glastra van Loon (1920–2001), Politiker
- Ilse Werner (1921–2005), Schauspielerin
- Piet Salomons (1924–1948), Wasserballspieler
- Rob Slotemaker (1929–1979), Rallyefahrer
- Tonke Dragt (1930–2024), Kinder- und Jugendbuch-Schriftstellerin
- Michel van Hulten (* 1930), Staatssekretär
- Carel Jan Schneider (1932–2011), niederländischer Schriftsteller
- Tony Van Dorp (1936–2010), niederländisch-US-amerikanischer Wasserballspieler
- Ben Bot (* 1937), Diplomat und Minister
- Fred van Dorp (1938–2023), Wasserballspieler
- Joop van Tijn (1938–1997), Journalist
- Jeroen Brouwers (1940–2022), Journalist
- Anja Latenstein van Voorst-Woldringh (* 1940), Bürgermeisterin van Albrandswaard, Oud-Beijerland, und Rijnwoude
- Taco Kuiper (1941–2004), Enthüllungsjournalist und Namensgeber des Taco Kuiper Award
- Alexander Tchernoff (* 1942), Politiker
- Boudewijn de Groot (* 1944), Sänger